# Rue du Camas
La rue du Camas est une voie de Marseille.

## Situation et accès
Cette rue située dans le 5e arrondissement de Marseille, va de la rue Saint-Pierre jusqu'à la rue Monte-Cristo. 

## Origine du nom
Par le passé, les terres agricoles situées à cet endroit appartenaient à la famille Camas. L'un des membres, Jean Camas est connu pour s'être consacré aux soins des pestiférés au XVIIe siècle.